# 科索皮利
50°50′40″N 26°26′49″E / 50.84444°N 26.44694°E
科索皮利（烏克蘭語：Лісопіль），是烏克蘭西北部的村莊，隸屬里夫內州的里夫內區。該村始建於1939年，面積0.7平方公里，海拔高度187米，2025年人口1000，人口密度每平方公里977.1人。